# NGC 813
NGC 813 je galaksija u zviježđu Mala vodena zmija.

## Vanjske poveznice
- SEDS: NGC 813